# 中屋謙治
中屋 謙治（なかや けんじ、1955年（昭和30年）8月5日 - ）は、日本の政治家。鹿児島県いちき串木野市長（1期）。

## 来歴
現在の鹿児島県いちき串木野市平江（旧：串木野市下名の一部）出身。1979年（昭和54年）下関市立大学経済学部を卒業。同年串木野市役所に入る。同市総務課長、議会事務局長を務め、合併によるいちき串木野市発足後は議会事務局長、自治振興、財政、総務の各課長を歴任し、2016年（平成28年）3月に定年退職。同年4月、いちき串木野市副市長に就任した。
2021年（令和3年）、いちき串木野市長の田畑誠一が9月に不出馬を表明。10月に行われたいちき串木野市長選挙に立候補したが、候補者が中屋一人だったため、無投票で当選した。
2022年（令和4年）2月7日朝、発熱し、医療機関で抗原検査を受けたところ新型コロナウイルス陽性が判明。同日、市は中屋が感染したことを発表した。